# Scutellaire à casque
Scutellaria galericulata
Espèce
Classification phylogénétique
Statut de conservation UICN

 LC  : Préoccupation mineure
Synonymes
- Cassida galericulata (L.) Scop. 1771
- Cassida major Gilib. 1782
- Scutellaria adamsii Spreng. 1825
- Scutellaria epilobiifolia A.Ham.   1832
- Scutellaria galericulata var. vulgaris Benth. 1834
- Scutellaria pauciflora Pant. 1873
- Scutellaria epilobiifolia  f. albiflora Fernald 1921
- Scutellaria epilobiifolia  f. rosea Fernald 1921

La Scutellaire à casque, encore appelée Scutellaire casquée ou Grande toque (Scutellaria galericulata), est une espèce de plantes à fleurs de la famille des Lamiaceae. C'est une plante herbacée avec une répartition holarctique.

## Caractéristiques
C'est une plante herbacée moyenne dont la hauteur peut atteindre 1 m, à feuilles lancéolées opposées et à fleurs bleues.

### Reproduction
Les inflorescences de la scutellaire à casque sont formées en glomérules. Cette espèce est gynodioïque, ce qui signifie que des plantes hermaphrodites et femelles coexistent sur une même tige. Elle fait appel à un mécanisme de pollinisation entomogame : ses fleurs propagent leurs graines par le biais des insectes. Sa période de floraison se situe entre juin et septembre.
La maturation des graines aboutit à un fruit de type akène ; ce type de fruit s'ouvre spontanément dans un environnement donné, en l'occurence l'eau, cette plante ayant une dissémination hydrochore.

## Habitat et répartition
La scutellaire à casque possède une aire de répartition holarctique, on la retrouve donc dans tout l'hémisphère nord.
Elle est fréquente sur les berges des cours d'eau et des lacs d'eau douce, ainsi que dans les zones humides comme les tourbières et marais. On la trouve aussi dans des forêts et des friches.

## Utilisation
Cette plante est parfois utilisée en médecine traditionnelle en Amérique du Nord, en remplacement de Scutellaria lateriflora. Elle est également utilisée de façon décorative, et potentiellement en tant qu'agent phytosanitaire respectueux de l'environnement.